# Тибетски автономен регион
Тибѐтският автоно̀мен регио̀н (на китайски: 西藏自治区; пинин: Xīzàng Zìzhìqū; на тибетски: བོད་རང་སྐྱོང་ལྗོངས་), или само Тибѐт (на китайски: 西藏; пинин: Xīzàng; на тибетски: བོད་), e автономен регион в югозападната част на Китай, в историческата област Тибет. Административен център и най-голям град в региона е град Лхаса.
В КНР Тибетският автономен регион се нарича просто Сидзан (Тибет), тъй като регионът заема по-голямата част от историческата област Тибет. По данни от 2004 г. населението на тибетския автономния регион е 2,74 млн. души (31-во място сред китайските провинции).

## История
До 1959 г. сегашният автономен китайски регион, както и някои райони на съседните китайски провинции Юнан, Цинхай, Съчуан и Гансу, са управлявани от тибетското правителство, начело с Далай Лама. Според тибетското правителство в изгнание през този период тези териториите на Тибет са представлявали независима държава, а според Китайската народна република и Република Китай тибетската държава представлява самоуправляващ се китайски регион. През 1949 година, след победата на ККП над Гоминдана в гражданската война, новото правителство на Мао Дзъдун обявява, че Тибет е част от Китай. През 1950 година китайската войска навлиза в Източен Тибет и така фактически страната бива окупирана и присъединена към КНР.
По време на окупацията в Тибет са убити 1 млн. души, разрушени са 6 хил. манастира.

## География
Тибетският автономен регион заема площ от 1 228 400 км² (2-ро място сред китайските провинции) и е разположен в Цинхай-Тибетското плато, който е най-високата планинска верига на Земята. На юг се намират склоновете на Хималаите, а на границата с Непал – връх Еверест. Средната надморска височина в тибетския регион е 4572 м.
Тибетският автономен регион граничи с китайските провинции Юнан, Цинхай, Съчуан, Синдзян-уйгурски автономен регион, Индия, Кашмир, Непал и Бутан.

## Административно деление
Тибетският автономен регион в административно отношение се дели на 1 градска префектура – Лхаса, 6 префектури, 1 град-окръг и 78 окръга.

## Население
Тибетският автономен регион е рядко населен и има най-ниската гъстота на населението сред всички китайски провинции. Този факт се обяснява с високопланинския характер на региона и високата средна надморска височина.
По-голямата част от населението са тибетци, изповядващи тибетския будизъм и религията бон. Китайците, които са имигранти от останалите части на КНР, представляват около 6% от населението. Наблюдават се смесени бракове между двете общности.
Малка група от племената монпа и лхоба населяват югоизточните части на Тибетския автономен регион. Те изповядват религия, представляваща смесица между тибетския будизъм и култ към духове.

## Култура
Тибетците изповядват тибетски будизъм и религията бон. Тибетският език се отнася към тибетско-бирманската езикова група от сино-тибетското езиково семейство. След присъединяването на Тибет в състава на Китай официалният език е китайският, въпреки че тибетският език се използва за информация, а в началните училища обучението се извършва на тибетски с постепенен преход към китайски в по-горните класове.